# ریچ فرونینگ جونیور
ریچ فرونینگ جونیور (زاده ۲۱ ژوئیه ۱۹۸۷) یک ورزشکار حرفه ای کراس‌فیت آمریکایی است که به خاطر موفقیت‌هایش در بازی‌های کراس‌فیت شناخته شده است. او با کسب مقام اول در بازی‌های کراس‌فیت در سال‌های ۲۰۱۱، ۲۰۱۲، ۲۰۱۳ و ۲۰۱۴، اولین کسی بود که چهار بار عنوان «مطابق‌ترین مرد روی زمین» را از آن خود کرد. او پس از سال ۲۰۱۴ از مسابقات انفرادی بازنشسته شد و تیمی از «کراس‌فیت مِیهِم»(Crossfit Mayhem) که واژه انگلیسی «Mayhem» به معنای «ضرب‌وشتم» است، را به مقام اول در رده تیمی در سال‌های ۲۰۱۵ تا سال ۲۰۲۲، در بازی‌های کراس‌فیت هدایت کرد.